# Johanniskirche (Gera)

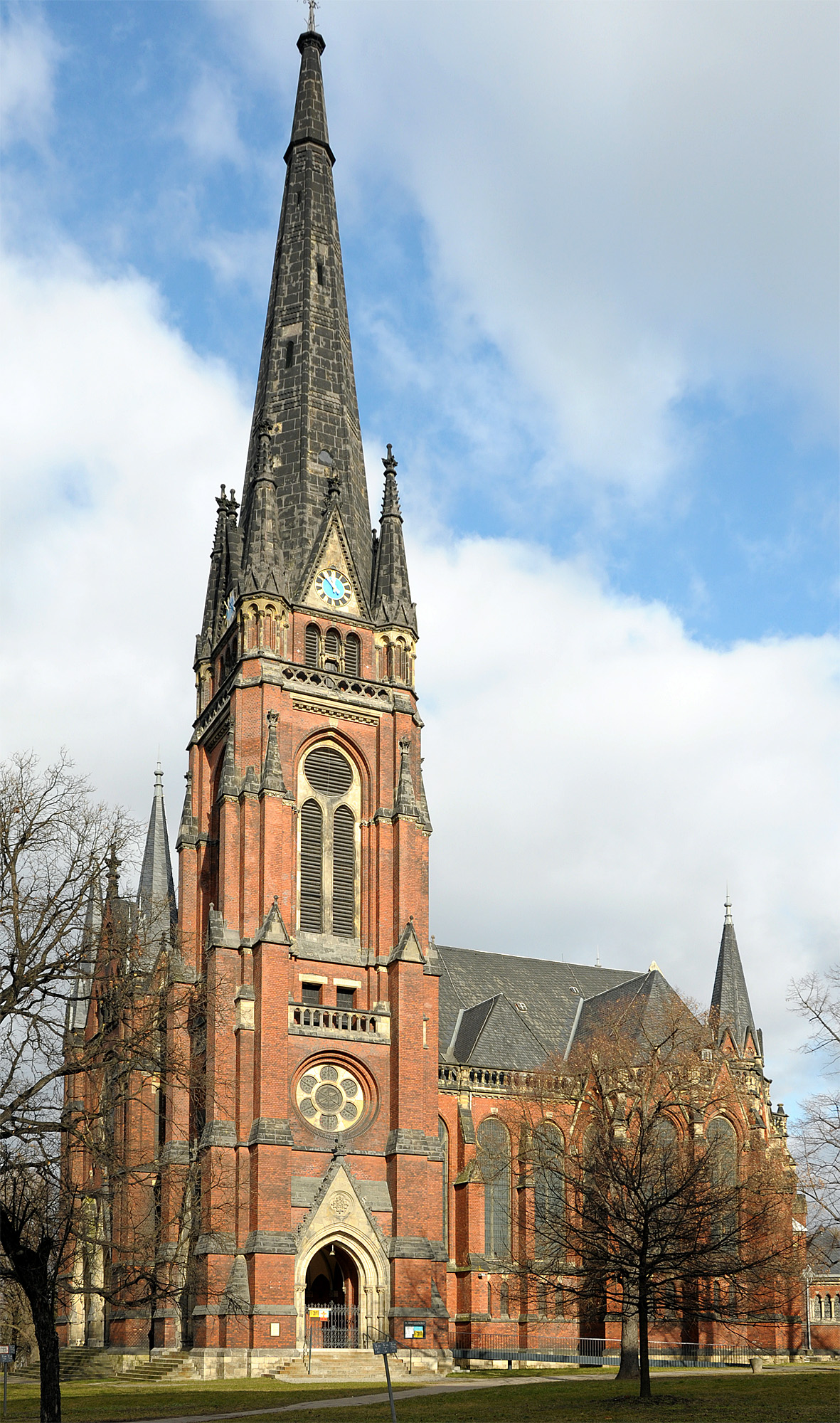
Johanniskirche 2009

Die Johanniskirche ist eine evangelisch-lutherische Kirche in Gera. Sie ist die größte Kirche der Stadt und hat einen 70 Meter hohen Kirchturm.

## Geschichte

### Die ursprüngliche Johanniskirche auf dem Johannisplatz

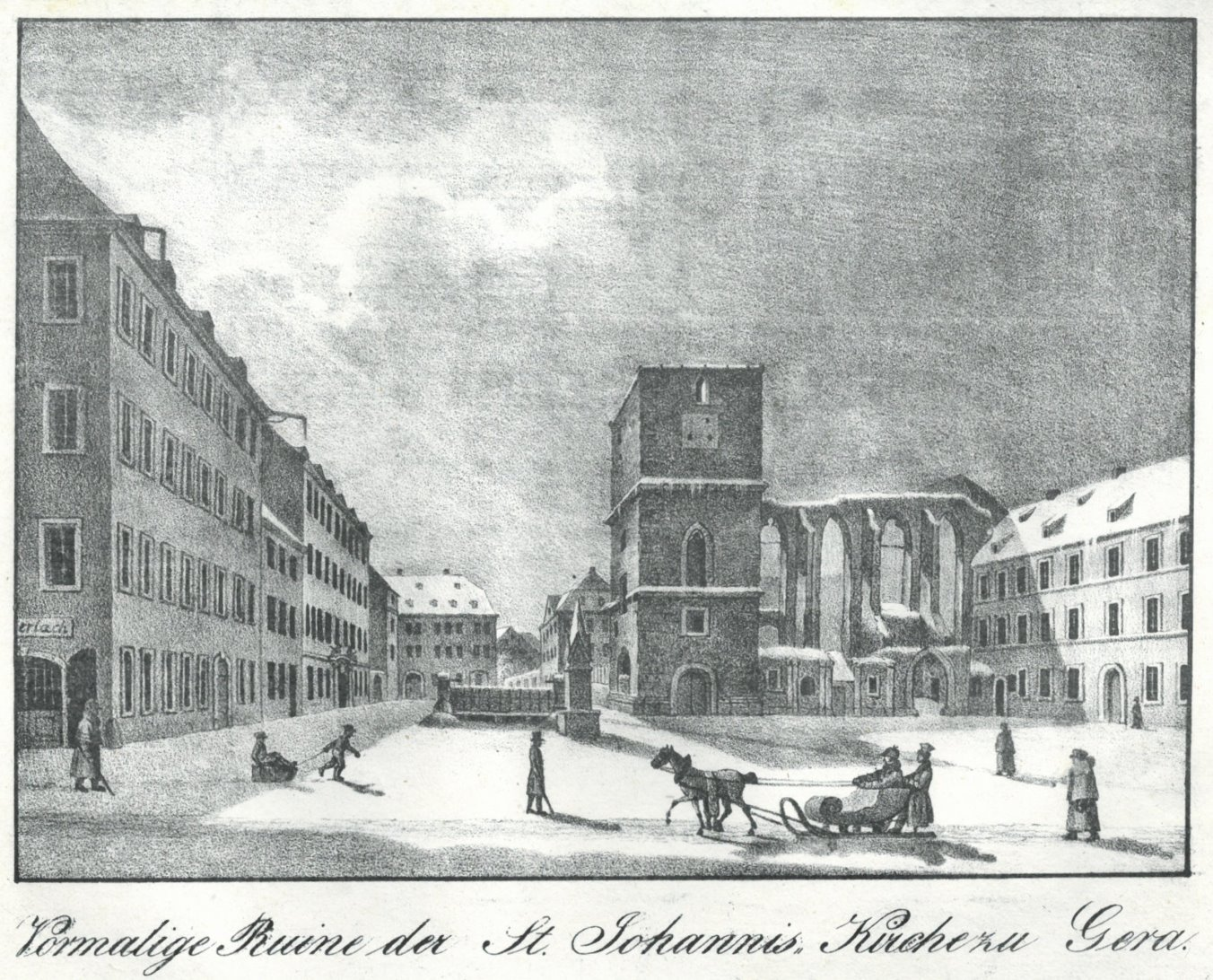
Ruine der alten Johanniskirche am Johannisplatz um 1830

Die erste Geraer Johanniskirche stand am heutigen Johannisplatz in der westlichen Altstadt () und ist bereits um 1200 als Pfarrkirche erwähnt. Die Kirche brannte 1450 während des sächsischen Bruderkriegs, von den Hussiten gebrandschatzt, erstmals ab. Sie wurde 1488 vom Naumburger Bischof neu geweiht. Während des Dreißigjährigen Kriegs wurde das Gotteshaus am 14. April 1639 erneut bei einem Großbrand, durch die Schweden ausgelöst, zerstört. Bis zur Errichtung der Salvatorkirche im 18. Jahrhundert war sie die einzige Pfarrkirche der Stadt. Ihre Gruft bildete die Grablege der Herren von Reuß-Gera. Am 18. September 1780 brannte die Kirche beim Geraer Stadtbrand erneut ab und wurde trotz verschiedener Planungen und Finanzierungsversuche nicht wieder aufgebaut. 1824 wurde die Ruine aufgrund finanziellen Mangels (Napoleon Bonapartes Pläne für die Schlacht bei Jena kosteten die Stadt Gera zwei Millionen Reichstaler) abgebrochen.
Neuerdings gibt es Pläne, die Gruft wieder freizulegen, zehn Reuß-Sarkophage dort wieder aufzustellen und den Ort für die Öffentlichkeit zugänglich zu machen. Die Ausschachtungsarbeiten begannen im August 2017.

### Die neue Johanniskirche

August Hartel, Johanniskirche Gera, Zinkographie, 1888

Die neogotische Backsteinkirche entstand nach der alten Johannes-der Täufer-Kirche als neue Johannes-der-Evangelist-Kirche, nachdem 1880/1881 (überwiegend aus Spenden der Bevölkerung) die Finanzierung eines Kirchenneubaus gelungen war. Der Standort liegt an der Ecke Clara-Zetkin-Straße / Zabelstraße nördlich der Altstadt. Zu dieser Zeit hatte Gera, bedingt durch die Industrialisierung, bereits etwa 30.000 Einwohner, denen mit der Salvatorkirche nur eine einzige Pfarrkirche zur Verfügung stand. Die Weihe der neuen Johanniskirche fand am 18. September 1885 statt, ihre Architekten waren Constantin Lipsius und August Hartel in Leipzig.

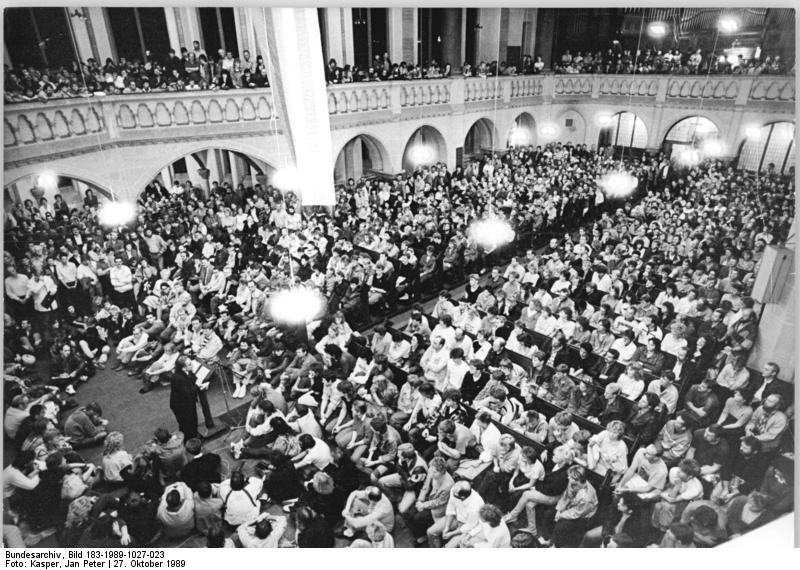
Friedensgebet in der Johanniskirche, 26. Oktober 1989

Am 22. März 1894 wurde vor der Kirche ein Kaiser-Wilhelm-Reiterstandbild mit einer Parade vor dem reußischen Erbprinzen Heinrich XXVII. eingeweiht. Es war von dem Bildhauer Gustav Eberlein geschaffen worden und wurde nach dem Ende der Monarchie entfernt.
Beim schwersten Bombenangriff auf Gera während des Zweiten Weltkriegs wurden am 6. April 1945 das Dach sowie Fenster und Glasrosetten der Johanniskirche zerstört. Von 1972 bis 1975 fanden Renovierungsarbeiten statt, am 11. Mai 1975 wurde die renovierte Kirche wieder eingeweiht.
Im Herbst 1989 war die Johanniskirche das Zentrum der Donnerstagsdemonstrationen der Geraer Friedensbewegung. Zur deutschen Einheit am 3. Oktober 1990 wurden vor der Kirche eine Linde gepflanzt und ein Gedenkstein aufgestellt. 1995 wurden wertvolle Sarkophage des Hauses Reuß, darunter die von Heinrich II. Posthumus und seiner zweiten Ehefrau Magdalene von Schwarzburg-Rudolstadt, in die Sakristei der Johanniskirche überführt, jedoch 2007 in die alte Feierhalle des Ostfriedhofs Gera umgesetzt.
Der Zugangsbereich wurde am 12. Februar 2024 von Teilnehmern einer Demonstration, zu welcher der Rechtsextremist Christian Klar aufgerufen hatte, unerlaubt genutzt. Die Kirchgemeinde erstattete daraufhin Strafanzeige wegen Hausfriedensbruch und Sachbeschädigung.

## Orgel
Mit der Einweihung der Johanniskirche wurde im Jahre 1885 auch eine neue Orgel eingeweiht, die von dem Orgelbauer Richard Kreutzbach (Borna) auf der Westempore erbaut worden war. Von dem zweimanualigen Instrument sind heute noch der Prospekt sowie ein Großteil des Pfeifenmaterials vorhanden. 1928 wurde das Instrument auf drei Manuale erweitert und umgebaut. 1982 wurde die Orgel erneut umgebaut. Sie hat heute 57 Register auf drei Manualen und Pedal. Die Trakturen sind elektropneumatisch.
| I Hauptwerk C–a3 |       |
| Principal        | 16′   |
| Bordun           | 16′   |
| Principal        | 8′    |
| Gambe            | 8′    |
| Hohlflöte        | 8′    |
| Gemshorn         | 8′    |
| Gedackt          | 8′    |
| Octave           | 4′    |
| Spitzflöte       | 4′    |
| Rohrflöte        | 4′    |
| Quinte           | 2 ⁄3′ |
| Octave           | 2′    |
| Cornet IV        |       |
| Zimbel III       |       |
| Mixtur V         |       |
| Trompete         | 8′    |

| II Oberwerk C–a3 |        |
| Gedackt          | 16′    |
| Principal        | 8′     |
| Flute harmonique | 8′     |
| Salicional       | 8′     |
| Rohrflöte        | 8′     |
| Dolce            | 8′     |
| Principal        | 4′     |
| Quintatön        | 4′     |
| Traversflöte     | 4′     |
| Piccolo          | 2′     |
| Blockflötenterz  | 1 3⁄5′ |
| Zimbel III       |        |
| Mixtur IV        |        |
| Krummhorn        | 8′     |
| Tremulant        |        |

| III Schwellwerk C–a3 |       |
| Lieblich Gedackt     | 16′   |
| Principal            | 8′    |
| Quintadena           | 8′    |
| Gedackt              | 8′    |
| Zartgeige            | 8′    |
| Vox celestis         | 8′    |
| Principal            | 4′    |
| Pommer               | 4′    |
| Rohrquinte           | 2 ⁄3′ |
| Nachthorn            | 2′    |
| Superquinte          | 1 ⁄3′ |
| Sifflet              | 1′    |
| Zimbel III           |       |
| Harm. aethera III    |       |
| Schalmey             | 8′    |
| Tremulant            |       |

| Pedal C–f1    |     |
| Contrabass    | 32′ |
| Principalbass | 16′ |
| Violon        | 16′ |
| Subbass       | 16′ |
| Gedacktbass   | 16′ |
| Octavbass     | 8′  |
| Bassflöte     | 8′  |
| Choralbass    | 4′  |
| Weitpfeife    | 2′  |
| Posaune       | 16′ |
| Trompete      | 8′  |
| Bassethorn    | 4′  |

- Koppeln: II/I (auch als Suboktavkoppel), III/I (auch als Suboktavkoppel), III/II, I/P, II/P, III/P
- Spielhilfen: Crescendowalze, Absteller

## Geläut

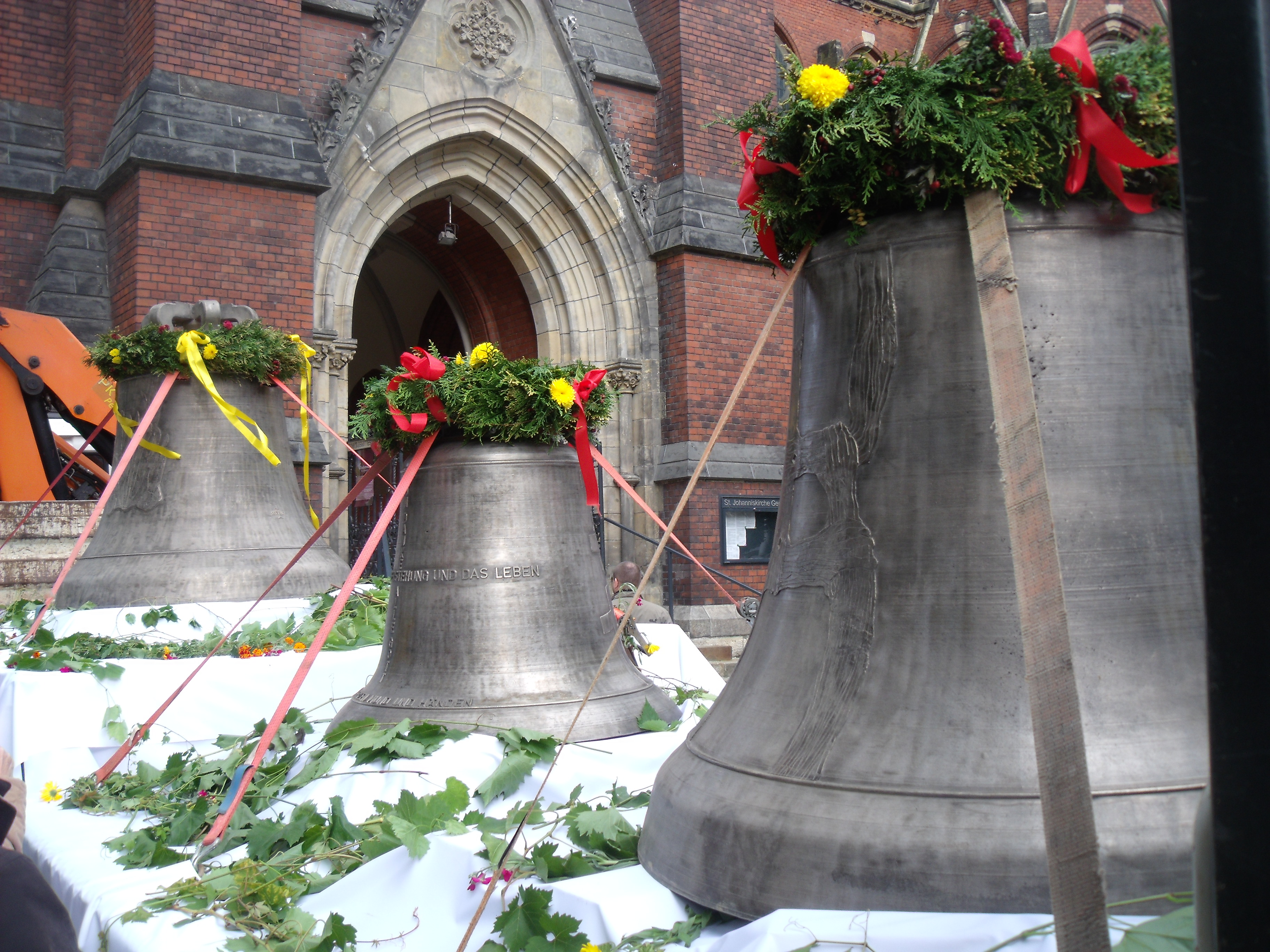
Die neuen Bronzeglocken der Johanniskirche am Tag ihrer Weihe 2010

Das ursprüngliche Bronze-Geläut der Kirche wurde 1917 eingeschmolzen. 1922 wurde es durch drei Stahlguss-Glocken mit den Durchmessern 1,65 m, 1,38 m und 1,25 m ersetzt.
Zum 125-jährigen Kirchweihjubiläum am 18. September 2010 erhielt die Johanniskirche drei neue Bronze-Kirchenglocken mit Gewichten von etwa 450 kg, 1100 kg und 1800 kg, die im Rahmen eines Festgottesdienstes unter freiem Himmel von Landesbischöfin Ilse Junkermann geweiht wurden. Die Herstellung der Glocken wurde durch Spendengelder in Höhe von über 70.000 Euro finanziert. Sie wurden in der Bronzegießerei der Abtei Maria Laach gegossen; die Glockenzier besorgte der Geraer Künstler Erik Buchholz. Die drei Glocken tragen Inschriften mit Zitaten aus dem Johannesevangelium, die kreuzförmig mit Kirchenliedzeilen kombiniert sind:
- Ich bin der gute Hirte – Lobe den Herren, den mächtigen König der Ehren (Morgenglocke)
- Ich bin das Licht der Welt – Gott ist gegenwärtig, lasset uns anbeten (Mittagsglocke)
- Ich bin die Auferstehung und das Leben – Nun danket alle Gott mit Herzen, Mund und Händen (Abendglocke).[11][12]